# Laurel Goodwin
Laurel Goodwin (* 11. August 1942 in Wichita, Kansas; † 25. Februar 2022 in Cathedral City, Kalifornien) war eine US-amerikanische Schauspielerin.

## Leben
Goodwin begann ihre Karriere im Alter von ca. sieben Jahren als Kindermodel und studierte Schauspielerei an der San Francisco State University. Ihr Filmdebüt hatte sie 1962 als Laurel Dodge an der Seite von Elvis Presley in Norman Taurogs Musikfilm Girls! Girls! Girls!. Danach war sie nur noch in drei weiteren größeren Kinofilmrollen zu sehen, als Augusta Griffith in George Marshalls Komödie Papa’s Delicate Condition von 1963, als  Julie Parker in William F. Claxtons Western Postkutsche nach Thunder Rock von 1964 und als Beth Poole in Arnold Lavens Western Die glorreichen Reiter von 1965. Ihre bekannteste Rolle ist die der Yeoman J. M. Colt, die sie neben Jeffrey Hunter als Captain Pike in dem Science-Fiction-Fernsehfilm Der Käfig spielte, dem originalen, 1964 gedrehten, aber erst 1988 veröffentlichten Pilotfilm der Fernsehserie Raumschiff Enterprise, dessen Bildmaterial bereits zuvor in der Doppelfolge Talos IV – Tabu der Serie verwendet wurde. Nach einigen weiteren Fernsehauftritten beendete sie ihre Schauspielkarriere 1971. 1983 war sie als Produzentin für die Actionkomödie Der rasende Gockel tätig. Sie war bis zu dessen Tod mit dem Filmproduzenten Walter Wood verheiratet.

## Filmografie
- 1962: Girls! Girls! Girls!
- 1963: Papa’s Delicate Condition
- 1964: Das Gesetz der Gesetzlosen (Law of the Lawless)
- 1964: Postkutsche nach Thunder Rock (Stage to Thunder Rock)
- 1964: Die Leute von der Shiloh Ranch (The Virginian, Fernsehserie, eine Folge)
- 1965: Die glorreichen Reiter (The Glory Guys)
- 1966: Raumschiff Enterprise (Star Trek, Fernsehserie, eine Folge)
- 1966: Run Buddy Run (Fernsehserie, eine Folge)
- 1966: Mini-Max (Get Smart, Fernsehserie, eine Folge)
- 1966: Der Western-Held (The Hero, Fernsehserie, eine Folge)
- 1967: The Beverly Hillbillies (Fernsehserie, 2 Folgen)
- 1968: Premiere (Fernsehserie, eine Folge)
- 1968: Der Mann aus dem Computer (Call to Danger, Fernsehfilm)
- 1969: Mannix (Fernsehserie, eine Folge)
- 1971: Die Zwei von der Dienststelle (The Partners, Fernsehserie, eine Folge)
- 1983: Der rasende Gockel (Stroker Ace, als Produzentin)
- 1988: Der Käfig (The Cage, Fernsehfilm, bereits 1964 gedreht)